# Norman Robert Pogson
Norman Robert Pogson (23 mars 1829 – 23 juin 1891) est un astronome britannique. C'est aussi le père de l'astronome Elizabeth, ou Isis Pogson.

## Biographie
Pogson est né à Nottingham en Angleterre. Avant l'âge de 18 ans, il avait calculé les orbites de deux comètes.
Il devint assistant à l'observatoire Radcliffe à Oxford en Angleterre en 1851. En 1860 il se rendit à Madras en Inde, devenant l'astronome du gouvernement local. À l'observatoire de Madras, il réalisa le catalogue de Madras comprenant 11 015 étoiles. Il y découvrit également cinq astéroïdes et six étoiles variables.

## Contributions
Sa contribution la plus notable fut de remarquer que dans le système de magnitude apparente introduit par l'astronome grec Hipparque, les étoiles de première magnitude étaient environ cent fois plus brillantes que celles de sixième magnitude. Il suggéra en 1856 d'en faire un standard, de telle sorte que chaque baisse d'une magnitude représente une baisse de luminosité égale à la racine cinquième de 100 (soit environ 2,512). Le rapport de Pogson devint la méthode standardisée pour attribuer les magnitudes.
La relation des magnitudes est la suivante :
{\displaystyle m_{2}-m_{1}=-2.5\log _{10}(L_{2}/L_{1})}
où m est la magnitude apparente et L est la luminosité, pour les étoiles 1 et 2.
En 1868 et en 1871, Pogson participa aux expéditions indiennes d'observation d'éclipses solaires.
Durant une carrière, il découvrit au total huit astéroïdes et 21 étoiles variables. Il dirigea l'observatoire de Madras pendant 30 ans jusqu'à sa mort.
| (42) Isis     | 23 mai 1856      |
| (43) Ariane   | 15 avril 1857    |
| (46) Hestia   | 16 août 1857     |
| (67) Asie     | 17 avril 1861    |
| (80) Sappho   | 2 mai 1864       |
| (87) Sylvia   | 16 mai 1866      |
| (107) Camille | 17 novembre 1868 |
| (245) Vera    | 6 février 1885   |

## Distinctions honorifiques
Les objets célestes suivants sont nommés d'après lui :
- L'astéroïde (1830) Pogson
- Le cratère Pogson (en) sur la Lune